# Jodeln

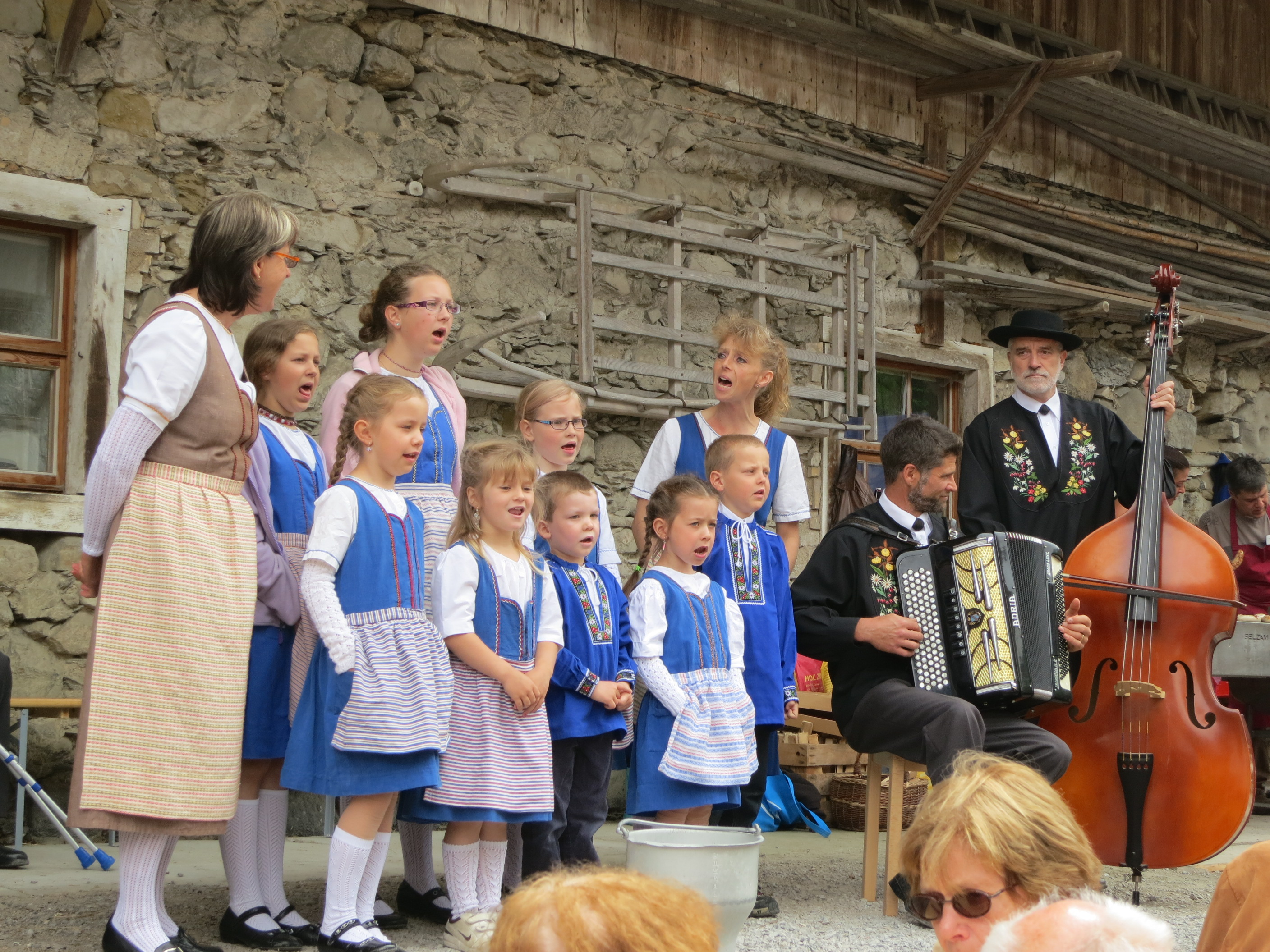
Jungjodelchor

Jodeln ist ursprünglich ein Hirtenruf in den Alpen, seit dem 19. Jh. ein Volksgesang aus Silben mit schnellem Wechsel zwischen Brust- und Falsettstimme (Registerwechsel). Das Verb ist mit „johlen“ (jo schreien) verwandt, zuerst wird es 1796 in einem Tiroler Lokalstück von Emanuel Schikaneder erwähnt.

## Merkmale
Häufige Merkmale des Jodelns sind große Intervallsprünge und weiter Tonumfang.
Nicht zu verwechseln ist der Jodler mit dem Juchitzer (Juchzer), dem Jodelruf, dem Betruf, dem Almschrei (Verständigungsruf zwischen benachbarten Almhütten), dem Viehlockruf und dem Kuhreihen, wenngleich es Überschneidungen gibt. Im Unterschied zum Juchzer und zum Ruf hat der Jodler eine komplexere Form mit mehreren Takten und Harmoniewechseln.

## Ursprünge
Ob die lateinischen Wörter iubilare und ululare dasselbe wie jodeln bedeuteten (siehe Jubilus und Ululation), ist nicht sicher. Vermutlich sind Vorformen des Jodelns in Bergregionen entstanden:

„Jodeln ist ein weltweites kulturelles Phänomen. Es findet sich im schottischen Hochland wie in den Pyrenäen, Karpaten oder im Kaukasus, in Afrika und in Papua-Neuguinea ebenso wie in Nord- und Südamerika. Ursprünglich ein Signalmittel, findet es sich überall dort, wo in Gebirgs- und Waldregionen oder in weiten, unübersichtlichen, flachen Landstrichen eine Verständigung über eine größere Distanz notwendig ist. Dazu eignet sich ideal das textlose Singen auf Vokalisationssilben (z. B. La-hu-dü) bei häufigem schnellem Umschlagen zwischen Brust- und Falsettstimme (Registerwechsel) mit seinen weittragenden hohen Tonlagen.“

Daneben gibt es zahlreiche Vermutungen, dass das Jodeln vom Jauchzen, vom Kuhreihen, vom Viehlockruf, vom Zuruf, vom Hervorrufen des Echos, von der Imitation von Blasinstrumenten oder von schamanischen Praktiken abgeleitet sein soll.
Musikalisch-stilistisch stammen die uns überlieferten Jodelmelodien aus dem 18., 19. und 20. Jahrhundert: Moderne Funktionsharmonik, meist achttaktige Ländler- oder 16-taktige Walzer-Form.
Die frühesten Belege für das Wort Jodeln stammen aus Franken und dem deutschsprachigen Donauraum im 17. und 18. Jahrhundert, wo es statt dem Wort Johlen gebraucht wurde und keine spezifisch musikalische Bedeutung hatte (Deutsches Wörterbuch der Brüder Grimm). Jodeln bedeutete grobschlächtiges Benehmen, jauchzen, schreien, rufen, Raufhändel provozieren und auf lärmende Weise im Wirtshaus lustig sein. 1806 in Wien wurde das Wort vermutlich erstmals für Bühnengesang verwendet, wahrscheinlich noch in der alten Bedeutung von Wirtshausgesang. Die Musikalisierung und Alpinisierung des Begriffes Jodeln und die Fokussierung auf den hörbaren Wechsel zwischen Brust- und Kopfstimme (Gesangsregister) war ein Werk von Theaterautoren und Kulturjournalisten in der europäischen Jodelmode, die um 1800 in Wien begann und in den 1810er Jahren die deutschsprachigen Städte, Paris und 1827 London erfasste, ab 1824 zahlreiche Sängergruppen aus den Alpentälern auf internationale Bühnen brachte und namhafte Komponisten zur Komposition von Jodelliedern und Jodelarien (Tyrolienne) animierte wie zum Beispiel Johann Nepomuk Hummel mit einer Air à la Tyrolienne avec Variations, Op. 118. Damals bekam das Wort jodeln seine musikalische und im bewussten Kontrast zum Operngesang stehende Bedeutung und Tirol seine ihm von den Wiener Theaterautoren zugeschriebene Rolle als Stammland des Jodelns.
Von den zahlreichen landschaftlichen Synonymen wie „dudeln“, „ludeln“, „rugusen“, „zauren“ und „almen“ kommen einige schon vor 1800 in vokalmusikalischer Bedeutung in Druckwerken vor, allerdings wissen wir nichts über die damaligen Gesangspraktiken. In den wichtigsten Jodel-Traditionslandschaften sind diese Ausdrücke nach wie vor im Gebrauch.

## Verbreitung
Das Jodeln ist im deutsch- und französischsprachigen Alpenraum heimisch, außerhalb der Alpen im Harz und Thüringer Wald, im oberösterreichischen Innviertel („almern“), im oberösterreichischen Mühlviertel und im Bayerischen Wald („Arien singen“).
Gesänge mit sinnfreien Silben oder mit Wechsel zwischen Brust- und Kopfstimme existieren auch bei den afrikanischen Pygmäen (mokombi), bei den Eskimo, im Kaukasus, in Melanesien, in Palästina, China, Thailand und Kambodscha, in den USA, Spanien (alalá), in Sápmi (Lappland) (joik, auch juoigan), in Schweden (kulning, auch kölning, kaukning), Polen, Slowakei, Rumänien, Georgien (krimanchuli), Bulgarien. Davon stammt allein das amerikanische Yodelling von den Alpensängern ab. Die Frage, ob man die anderen Gesänge, die mit dem mitteleuropäischen Jodeln in keinem kulturhistorischen Zusammenhang stehen, „jodeln“ nennen sollte, wird von der Ethnomusikologie mehr und mehr verneint.
Der Jodler ist heute oft auch im Rahmen der volkstümlichen Musik zu hören. Zu den bekanntesten bayerischen Interpreten gehörte der „Jodelkönig“ Franzl Lang. Im Harz finden jährlich Jodlerwettstreite statt. Jodeln gehört bis heute im Harz zur regionaltypischen Folklore. Auch im Erzgebirge, im Thüringer Wald und im Thüringer Schiefergebirge spielt es eine wichtige Rolle im musikalischen Brauchtum.

### Alpenländisches Jodeln
Aufbauend auf das schon früher existierende Lied mit Trällereinschüben wurde im Wiener Theaterlied und im alpenländischen Volkslied zu Beginn des 19. Jahrhunderts das Jodellied entwickelt, indem an ein Lied ein Jodler angehängt wurde oder ein Lied mit Jodeleinschüben ausgestattet wurde. Hierbei unterscheidet man auch zwischen dem gesungenen Jodler – der nur in Bruststimme und meistens nur in kurzen Sequenzen zwischen den Liedversen gesungen wird – und dem geschlagenen Jodler, bei dem Brust- und Falsettstimme häufig und kunstvoll wechseln. Geschlagene Jodler können sehr lang sein und verlangen regelrechte Stimmakrobatik.
Die meisten Jodellieder sind mehrstimmig, Jodler scheinen häufig als Kehr- und Schluss-Refrain von Volksliedern auf. Besonders in der Schweiz, teilweise auch im übrigen alpenländischen Raum hat sich seit dem 19. Jahrhundert eine Pflege des Jodlers in Chören entwickelt. Auch die kirchliche, sakrale Volksmusiktradition, etwa in Südtirol, kennt ein- oder mehrstimmige Jodler. Das bekannteste Beispiel dürfte der seit 1830 überlieferte Andachtsjodler sein, der heute zumeist als Dreigesang oder chorisch gesungen wird. Und auch instrumentale Jodler werden von Kleingruppen gespielt.
Lokale Bezeichnungen sind Wullaza und Ludler (Steiermark), Almer (Oberösterreich), Dudler (Niederösterreich und Wien), Gallnen (Oberbayern), Ari (Bayerischer Wald und Oberösterreich), Roller (Oberharz), Zäuerli oder Ruggusseli (Appenzellerland), Juuz und Naturjutz (Muotathal, Ybrig und Schwyz), Joler (Bregenzer Wald, Toggenburg), Juchzer und andere.
Die wohl umfangreichste Jodlersammlung wurde im Jahr 1902 von Josef Pommer veröffentlicht: 444 Jodler und Juchezer.

### Jodeln weltweit
Auch außerhalb des europäischen Alpenraums und der damit typischerweise assoziierten Musik wurde und wird das Jodeln als Stilmittel eingesetzt, dem US-amerikanischen DJ und „Jodelforscher“ Bart Plantenga zufolge in fast dreißig verschiedenen Musikrichtungen.
Insbesondere in den USA und Australien hatte das Jodeln im Bereich der Country-Musik einen großen Stellenwert. Nachdem es bereits Anfang des 19. Jahrhunderts in den Appalachen zu ersten Verbindungen zwischen alpenländischem Jodeln und anglo-amerikanischen Traditionen gekommen war, wurde in den 1830er-Jahren durch Gastspiele österreichischer und Schweizer Künstler erstmals das Interesse einer breiteren Öffentlichkeit am Jodeln geweckt. Zunehmend kam es auch zu Auftritten amerikanischer Künstler in diesem Stil. Gleichzeitig entstand im Bereich umherziehender Vaudeville- und Minstrel-Shows unter dem Eindruck afroamerikanischer Traditionen ein neuer Jodel-Stil, der auch vom Blues beeinflusst wurde. Dies wurde von weißen Old Time-Musikern aufgegriffen, 1924 veröffentlichte der Gitarrist Riley Puckett einen (damals sogenannten) „Hillbilly“-Song mit Jodlern. Der amerikanische Country-Sänger Jimmie Rodgers entwickelte 1927 das Blue Yodeling, wobei er Elemente des Blues und traditioneller weißer Musik mit Jodlern anreicherte. Sein erster Hit T for Texas (Blue Yodel) zog zahlreiche Nachfolger mit sich und inspirierte unzählige Musiker, die ihm nacheiferten.
Daneben stellt das Jodeln auch heute noch einen wichtigen Bestandteil der Western Music dar, unterscheidet sich dort jedoch deutlich von den Darbietungen im Bereich Country.
Im Jazz war Leon Thomas ein herausragender Vertreter. Er setzte das Jodeln als Stilmittel beim Scat ein und griff dabei auf ur-afrikanische Einflüsse wie dem Gesang der Pygmäen zurück, mit deren Gesangstraditionen er sich intensiv beschäftigt hatte. Wegweisend war in diesem Zusammenhang seine Zusammenarbeit mit Pharoah Sanders bei The Creator Has a Master Plan (1969).
Der Schweizer Dokumentarfilm Beyond Tradition von 2023 will am Beispiel des appenzellischen Naturjodels, des samischen Joik und des georgischen Krimanchuli die Frage thematisieren, inwieweit die Jodelgesänge in der Tradition verhaftet sind und wie sie auch mit modernem Leben verknüpft werden können oder dürfen.

### Jodeln und Neue Volksmusik
Zeitgenössische Jodelkünstler, die das Jodeln mit der Neuen Volksmusik verbinden, sind z. B. die Schweizerinnen Christine Lauterburg, Christina Zurbrügg, Peter Hinnen, der Deutsche Thomas Hauser sowie die Österreicher Hubert von Goisern und Evelyn Fink-Mennel.

## Wettbewerbe
In der Schweiz finden im Rahmen der Eidgenössischen Jodlerfeste Bewertungsvorträge statt. Hunderte Jodlerinnen und Jodler treten vor einer Fachjury auf. Diese bewertet die Tongebung, Aussprache, Rhythmik, Dynamik, instrumentale Begleitung, harmonische Reinheit sowie den Gesamteindruck des Vortrags. Die Jury vergibt ein Prädikat nach den Schulnoten 1 bis 4. Die Bewertungen der Jury werden in Festberichten veröffentlicht. Die Bewertungsvorträge finden statt in den Kategorien Solojodler, Duette, Terzette, Quartette, Chöre und Nachwuchs (Kinderchöre und Nachwuchsjodler). Die Teilnahmebedingungen sind in einem Reglement festgehalten.
Im Harz finden jährlich Jodlerwettstreite in Clausthal-Zellerfeld (bis 2019, ab 2020 in Altenau), Altenbrak und Hesserode statt. Die Vorträge der Jodlerinnen und Jodler werden von einer Jury bewertet. Zu den Wertungskriterien zählen u. a. Intonation, Gesamteindruck, Verständlichkeit des Texts und der Schwierigkeitsgrad der vorgetragenen Jodler. Für die Wettstreite gibt es Teilnahmebedingungen, die z. B. auch das Tragen einer Harzer Tracht beim Vortrag festschreiben. Neben Duetten, Terzetten, Quartetten und Großen Gruppen, treten Jodlerinnen und Jodler auch solistisch auf, um den Titel „Harzer Jodlermeister“ und „Harzer Jodlermeisterin“ zu gewinnen. In den Solo-Klassen muss ein Harzer Jodellied sowie ein Freier Jodler gesungen werden.
In den USA gibt es verschiedene Jodelwettbewerbe. Die International Western Music Association richtet jährlich einen Jodelwettbewerb aus. Auch auf dem Red Ants Pants Music Festival im Bundesstaat Montana wird ein Wettbewerb für Jodler ausgerichtet. Bis 2019 fand auf der Iowa State Fair ein Jodelwettbewerb statt.
Den Weltrekord im (Dauer-)Jodeln hält die Bayerin Andrea Wittmann mit 15 Stunden 11 Sekunden. Einen weiteren Weltrekord erzielte der Schweizer Peter Hinnen. 1992 erhielt er einen Eintrag im Guinnessbuch der Rekorde, als er mit 22 Jodel-Tönen in einer einzigen Sekunde den Weltrekord im Schnelljodeln aufstellte. Dieser Weltrekord wurde am 13. Oktober 2020 von Uschi Bauer um 2 Töne übertroffen. Sie ist mit 24 Jodel-Tönen in einer einzigen Sekunde schnellste Jodlerin der Welt. Darüber erhielt Uschi Bauer eine Urkunde vom Rekord-Institut für Deutschland (RID). Den Sprung in die Schweizer Hitparade schafften 2008 Oesch’s die Dritten, nicht zuletzt dank dem stimmakrobatischen „Ku-Ku Jodel“ von Peter Hinnen.

## Kurioses
Loriot hat mit seinem Sketch Die Jodelschule und dem Begriff des Jodeldiploms sich darüber lustig gemacht, wie eine Tätigkeit als Unterrichts- und Prüfungsgegenstand verarbeitet wird, um im Sinne der Berechtigungsbildung den Status der Lehrenden und Lernenden zu erhöhen.
In dem 1975 veröffentlichten Album Pete Seeger & Arlo Guthrie: Together In Concert gibt es das Lied Yodeling. Seeger beschreibt darin, wie gut das Jodeln in den Häuserschluchten von New York klinge und fordert die Konzertbesucher auf, dieses am nächsten Morgen auch auszuprobieren, um New Yorks Bewohner zu wecken.

## Klassisches
Richard Strauss hat in seiner Oper Arabella für die Rolle der Fiakermilli einige nahezu unsingbare Jodler komponiert.